# Duygu Düzceler
Duygu Düzceler (Istanbul, 6 aprile 1990) è una pallavolista turca, palleggiatrice del Galatasaray.

## Carriera

### Club
La carriera di Duygu Düzceler inizia nel settore giovanile del VakıfBank GS, dove gioca prima di trasferirsi per motivi di studio negli Stati Uniti d'America, dove gioca a livello universitario in NCAA Division I con la Florida State, dal 2009 al 2012. Appena conclusi gli impegni universitari, nel gennaio 2013 firma il suo primo contratto professionistico nella divisione cadetta turca, disputando col Salihli la seconda parte del campionato 2012-13.
Fa il suo esordio in Voleybol 1. Ligi nella stagione 2013-14, ingaggiata dal Bursa BB: resta legata al club per due annate, conquistando la Challenge Cup 2014-15. Nel campionato 2015-16 si trasferisce al Çanakkale, mentre nel campionato seguente si accasa per un biennio al Nilüfer. 
Nella stagione 2018-19 approda all'Aydın BB: poco dopo l'inizio dell'annata 2020-21 si infortuna, rompendosi il legamento crociato anteriore del ginocchio destro, venendo quindi costretta a un intervento chirurgico e un lungo stop. Dopo un quadriennio con il club di Aydın, nel corso del quale conquista una BVA Cup, nel campionato 2022-23 passa alla neopromossa Çukurova, mentre in quello seguente viene ingaggiata dal Galatasaray.

### Nazionale
Con la nazionale under 18 partecipa al campionato europeo 2007.

## Palmarès

### Club
- Challenge Cup: 1

2014-15
- BVA Cup: 1

2021